# Jiří Bílek (fotbalista)
Jiří Bílek (* 4. listopadu 1983, Praha) je český fotbalový záložník. Mimo Česko působil na klubové úrovni v Německu a Polsku. Je synovcem trenéra Michala Bílka. Účastnil se Mistrovství světa ve fotbale hráčů do 20 let 2003 ve Spojených arabských emirátech. Trenér Miroslav Beránek ho v sezoně 2014/15 posunul na post stopera (středního obránce).

## Klubová kariéra
Odchovanec Sparty, po hostování v Neratovicích v létě 2003 přestoupil do Blšan. V únoru 2006 podepsal smlouvu s FC Slovan Liberec a na konci sezóny se mohl pyšnit mistrovským titulem. V lednu 2009 zamířil do německého týmu 1. FC Kaiserslautern, kde hrál 1. a 2. Bundesligu, kterou v ročníku 2009/10 dokonce i vyhrál. V létě 2011 o něj projevily zájem týmy z anglické druhé ligy - Ipswich Town a Birmingham City FC. Přestup se však neuskutečnil. V lednu 2012 odešel do Polska do Zagłębie Lubin.
Po dvou letech v Polsku podepsal v létě 2014 dvouletou smlouvu s opcí s klubem SK Slavia Praha. Po sezoně, kdy sešívaní jen o bod unikli sestupu se stal kapitánem týmu a dovedl je na 11. místo, při čemž vstřelil tři góly. Po převzetí Slavie čínskými investory nadále zůstal kapitánem a novou éru červenobílých začal pátým místem v lize. V sezóně 2016/17 už nedostával tolik prostoru na hřišti, ale na konci ročníku zvedl nad hlavu mistrovský pohár, to se Slavii podařilo po osmi letech.
V novém ročníku nastupoval Jiří Bílek pouze do pohárových zápasů a po podzimu 2017 se rozhodl ukončit hráčskou kariéru.

## Reprezentační kariéra
Hrál za české reprezentační výběry U20 a U21.
Zúčastnil se Mistrovství světa hráčů do 20 let 2003 ve Spojených arabských emirátech, kde český tým po remízách 1:1 s Austrálií a Brazílií a porážce 0:1 s Kanadou obsadil nepostupové čtvrté místo v základní skupině C. Jiří ale nezasáhl ani do jednoho zápasu na turnaji.

## Manažerská kariéra
Po ukončení aktivní kariéry zůstal ve Slavii a stal se asistentem sportovního ředitele Jana Nezmara. Po boku zkušeného manažera se učil a po jeho odchodu v létě 2020 převzal Bílek funkci sportovního ředitele.
Jako sportovní ředitel Slavie přivedl do Edenu například Abdallaha Simu, Alexandera Baha a Michaela Krmenčíka. V létě 2021 vyjednal výhodné odchody Davida Zimy a Abdallaha Simy.
V září 2022 s ním Etická komise Fotbalové asociace ČR zahájila disciplinární řízení v souvislosti s podezřením z ovlivňování utkání České fotbalové ligy při zápasech rezervního týmu SK Slavia Praha.